# Slipknot
Pour les articles homonymes, voir Slipknot (homonymie).
Slipknot est un groupe de nu metal américain, originaire de Des Moines, dans l'Iowa.
Le groupe se compose principalement de neuf membres : Sid Wilson, Paul Gray, Joey Jordison, Chris Fehn, James Root, Craig Jones, Shawn Crahan, Mick Thomson et Corey Taylor. Paul Gray décède le 24 mai 2010 et Joey Jordison est décédé le 26 juillet 2021. Ils seront remplacés respectivement par Alessandro Venturella (ce dernier succédant à Donnie Steele, qui a remplacé Gray de 2011 à 2014 avant de quitter Slipknot pendant l'enregistrement de .5: The Gray Chapter) et Jay Weinberg. Puis c'est Chris Fehn qui est renvoyé de Slipknot après avoir porté plainte pour une histoire de rémunération. Depuis le décès de Jordison, c'est le percussionniste Crahan qui reste le seul membre fondateur actif du groupe.
Slipknot est connu pour son image (numéros, combinaisons, masques) percutante, leurs chansons puissantes et leurs performances scéniques originales,. Le groupe se popularise rapidement grâce au succès suivant la parution de leur premier album homonyme en 1999. L'album suivant, paru en 2001 et intitulé Iowa (du nom de leur État d'origine), au ton encore plus sombre, popularise encore plus le groupe.
À la suite d'une première pause, Slipknot revient en 2004 avec Vol. 3: (The Subliminal Verses), avant une seconde pause qui prit fin en 2008 avec la parution de leur quatrième album All Hope Is Gone, qui atteint la première place du Billboard 200. Slipknot fait paraître son cinquième album, leur premier album studio en six ans, intitulé .5: The Gray Chapter le 21 octobre 2014, mettant ainsi fin à une pause de cinq ans.
Ils annoncent officiellement le 28 février 2019 sur leurs réseaux sociaux leur nouvel album, We Are Not Your Kind, qui sort le 9 août 2019. Le groupe a également sorti deux albums live, 9.0: Live et Day of the Gusano : Live in Mexico, un best-of nommé Antennas to Hell et cinq DVD live. Le groupe a vendu environ 30 millions d'albums dans le monde.
Slipknot annonce pendant l’été 2022 un nouvel album, The End, So Far qui sort le 30 septembre 2022.

## Biographie

### Contexte de l'époque (1991-1995)
Dans les années précédant la création de Slipknot, la scène musicale de Des Moines, Iowa, était caractérisée par des groupes sans cesse changeants dans leurs line-ups. En 1991, le plus gros groupe de la ville était Atomic Opera, un groupe de heavy metal comportant en ses rangs le guitariste Jim Root. Le batteur Joey Jordison fonda Modifidious, un groupe de thrash metal, qui se mit à jouer régulièrement dans un club nommé le "Runway" et ouvrit même pour Atomic Opera, lors d'un concert s'étant déroulé le 1er décembre 1991. Lors de ce concert, le guitariste des premiers les quitta pour les seconds, qui connaissaient plus de succès. Jordison le remplaça par un guitariste local, Craig Jones. Un autre batteur, Shawn Crahan, forma son propre groupe, Heads on the Wall, jouant exclusivement des reprises de chansons de funk metal dans des clubs et arrivant même à sortir une cassette de démos en juillet 1992. Un quatrième groupe officiant à Des Moines, nommé Vexx, était plus versé dans le death metal et comptait dans son line-up le batteur Anders Colsefni, le bassiste Paul Gray et le chanteur et guitariste Josh Brainard. Colsefni prit plus tard le poste de chanteur, mais Vexx n'enregistra jamais. À la même période, Crahan se rendait souvent au Runway les samedis, quand le club était ouvert pour les gens de tous âges. Il put y rencontrer d'autres jeunes musiciens avec qui il fit des jams. Durant l'une d'entre elles, en mars 1993, il fut accompagné de Gray, Colsefni et de Pat Neuwirth, guitariste. Ils écrivirent et jouèrent des chansons dans la cave de la maison de Gray tout en réfléchissant à des noms pour un potentiel groupe (tels que "Pull My Finger") mais sans jamais prendre de décision finale. L'une des chansons enregistrées se nommait "Slipknot" et une autre fut appelée "Painface", qui fut plus tard le nom d'un groupe lancé par Colsefni.
En 1993, Gray, Brainard et Colsefni créent Inveigh Catharsis, groupe avec lequel Jordison jamma occasionnellement. Brainard quitta quelques mois plus tard le groupe pour rejoindre Modifidious, avec qui il participa à l'enregistrement de plusieurs démos, de fin 1993 à début 1994. Et ce fut cette même année, alors que Gray fondait en même temps le groupe de death metal Body Pit et que Heads on the Wall continuait son petit bonhomme de chemin, que Modifidious se sépara. Gray échoua à recruter Jordison pour Body Pit et, peu après avoir recruté le professeur de guitare local Mick Thomson, le groupe se sépara également. En septembre 1995, Crahan et Gray fondent The Pale Ones, groupe au line-up essentiellement constitué d'amis rencontrés dans la scène musicale locale, incluant Colsefni et le guitariste Donnie Steele. Le groupe souhaitant expérimenter avec de nouveaux sons de batterie, Gray invita Jordison à une répétition et ce dernier finit par devenir leur batteur, reléguant Crahan aux percussions (ce dernier aurait été lassé d'être batteur, à cette période, ce qui était une aubaine). Colsefni, tout en restant le chanteur du groupe, prit lui aussi les percussions un peu plus tard. Brainard fut invité en tant que second guitariste, ce qui fit donc un line-up de six membres. Le 4 décembre, le groupe fit ses débuts sur scène sous le nom de Meld.

### Débuts et premières démos (1995–1998)
Rétrospectivement, la majeure partie du développement du groupe durant ses premières années est attribuée aux longues et tardives sessions de répétition, de nuit, entre Gray, Crahan et Jordison dans une station-service Sinclair où le batteur travaillait les nuits. Fin 1995, Meld se renomme "Slipknot", d'après leur chanson du même nom. En décembre, Slipknot commença à enregistrer au SR Audio, un studio situé directement dans Des Moines. Le projet fut entièrement financé par le groupe, ce qui leur coûta 40 000 $ (32 868,60 €) en tout. Donnie Steele quitte alors le groupe, n'étant plus à l'aise avec son orientation musicale mais également après des discussions au sujet des paroles avec le producteur, Sean MacMahon. Jordison dira au sujet du départ de Steele : "[il] avait toutes ces discussions à propos de Dieu, quand on était supposés bosser... on était préparés à le garder, mais il ne voulait pas rester."
Le 4 avril 1996, le groupe donne son vrai premier concert : ils jouent sous le nom de « Slipknot », et portent des masques : Shawn a son masque de clown, Joey un masque de kabuki blanc, Craig porte des collants sur la tête, Josh a une cagoule de bourreau, Anders a des bandelettes et des dessins tribaux sur le visage, et Paul tisse des fils à l'intérieur de ses piercings (ce n'est que pour le concert suivant qu'il enfilera le masque de cochon). Par la suite, Slipknot remporte un concours local, face au groupe Stone Sour où Corey Taylor était le chanteur. Il est temporairement remplacé par Craig Jones, qui s'occupera ensuite des samples avec l'arrivée de Mick Thomson au poste de guitariste. À la suite de plusieurs battles locales remportées, Slipknot gagne le droit d'enregistrer un CD. Ils enregistrent un premier album à neuf titres du nom de Mate. Feed. Kill. Repeat., qu'ils distribuent avec leurs propres moyens financiers. Ce premier album voit le jour le 31 octobre 1996. La première formation stable date de 1996 et est constituée de Anders Colsefni (chant et percussions), de Joey Jordison (batterie), de Josh Brainard et Mick Thomson (guitares), de Paul Gray (basse), de Shawn Crahan (percussions) et de Craig Jones (samples et claviers). C'est durant la fin de l'année 1996 que Joey invente le S tribal du groupe.
Durant l'été 1997, lorsque Stone Sour et Slipknot se rencontrent à nouveau, Shawn et Joey réussissent à convaincre Corey de les rejoindre. Ayant deux chanteurs, le groupe décide de réenregistrer les titres de Mate. Feed. Kill. Repeat., ainsi que des inédits en vue d'un album. Mais, en septembre 1997, Anders quitte le groupe après un concert, se sentant mis à l'écart depuis l'arrivée de Corey. Greg Welts rejoint ensuite le groupe et prend la place de percussionniste. Ce dernier, reconnaissable par son masque de bébé, est complètement incontrôlable et imprévisible sur scène. Cependant, il déclare dans une interview sur mfkr.com que le groupe lui a imposé de choisir entre la sœur de Joey et Slipknot. N'étant pas soutenu par les autres membres du groupe, Greg Welts a choisi sa compagne et a mis fin à son aventure avec Slipknot. Il est ensuite suivi de Sid Wilson, DJ, remarqué par Shawn après un de leurs concerts. L'album que le groupe était en train d'enregistrer, Crowz, est mis de côté puis finalement annulé après le départ d'Anders ; cet album ne sera pas terminé et ne verra jamais le jour. Seul Shawn possède l'authentique exemplaire de ce qui aurait dû être le premier album de Slipknot[réf. nécessaire]. En février 1998, Ross Robinson assiste à un des concerts du groupe et commente en mai 2013 : « ce soir-là, j'ai sans doute pris le plus gros coup de pied au cul de toute ma vie[réf. nécessaire]. » En 1998, le groupe enregistre une démo de cinq titres incluant Snap, Wait and Bleed, Spit It Out, Interpoler (démo du titre Diluted) et Despise (démo du titre Purity). Corey, Joey et Shawn partent signer le contrat au nom du groupe chez Roadrunner Records. Chris Fehn succède à Brandon Darner, qui assurait l'intérim au départ de Greg au poste de percussionniste en juin. Josh quitte le groupe et sera remplacé par James Root. Le line-up de 1999 était le même jusqu'en 2011, les changements depuis étant le remplacement de Paul Gray, après que celui-ci soit décédé en 2010, puis, le départ du batteur Joey Jordison en 2013, celui du percussionniste Chris Fehn en 2019 puis ceux de Craig Jones et Jay Weinberg en 2023.

### Slipknot(1999–2000)
Slipknot est paru le 29 juin 1999, produit par Ross Robinson. L'album se vend bien, grâce notamment au bouche-à-oreille. Leur fan-club s'est également beaucoup agrandi grâce à l'Ozzfest 1999, où ils remportèrent un petit succès. Cet album et les concerts l'ayant promu ont permis au groupe de réaliser leur premier DVD, nommé Welcome to Our Neighborhood qui contient beaucoup de scènes live et est sorti en novembre 1999. Le groupe joue plus de 250 concerts en 1999 et 2000, pour promouvoir ce deuxième album. Slipknot est aussi présent dans plusieurs émissions télévisées (notamment sur Canal+ en France, dans l’émission Nulle Part Ailleurs)[Lesquelles ?].

### Iowa(2001–2002)
Très attendu, Iowa est paru le 28 août 2001 et est très bien accueilli, bondissant d'emblée à la 1re place du classement anglais des meilleures ventes[réf. nécessaire]. Encore de nos jours[Quand ?], quelques morceaux de l'album connaissent une très grande popularité (Left Behind, People = Shit, Disasterpiece)[réf. souhaitée]. Le groupe se produit en concert pour le promouvoir, l'un de ces concerts (à Londres) servit d'ailleurs à enregistrer leur deuxième DVD, Disasterpieces.

### Vol. 3: (The Subliminal Verses)et pause (2004-2008)
L'album suivant, Vol. 3: (The Subliminal Verses), produit par Rick Rubin (travaillant entre autres avec Metallica pour l'album Death Magnetic, Slayer, Red Hot Chili Peppers, etc.), est sorti le 25 mai 2004. L'album marque un tournant dans le style du groupe, en comparaison avec les chansons agressives d'Iowa qui sont maintenant plus mélodiques et plus calmes, bien qu'elles conservent une part d'agressivité. Le groupe entame alors une grande tournée mondiale, dont la plupart des concerts se dérouleront à guichets fermés.
Le premier album live du groupe, 9.0: Live, est enregistré lors du Subliminal Verses Tour début 2005 pendant des concerts à Phoenix, Las Vegas, Osaka, Singapour et Tokyo. Leur troisième DVD, intitulé Voliminal: Inside the Nine sort le 4 décembre 2006, produit par Shawn. Il contient des scènes live, mais surtout beaucoup de séquences tournées en coulisses, des interviews de tous les membres (complètement démasqués pour la plupart) excepté Craig (désirant préserver sa vie privée), ainsi que certaines chansons jouées en live.

### All Hope Is Gone(2008–2010)

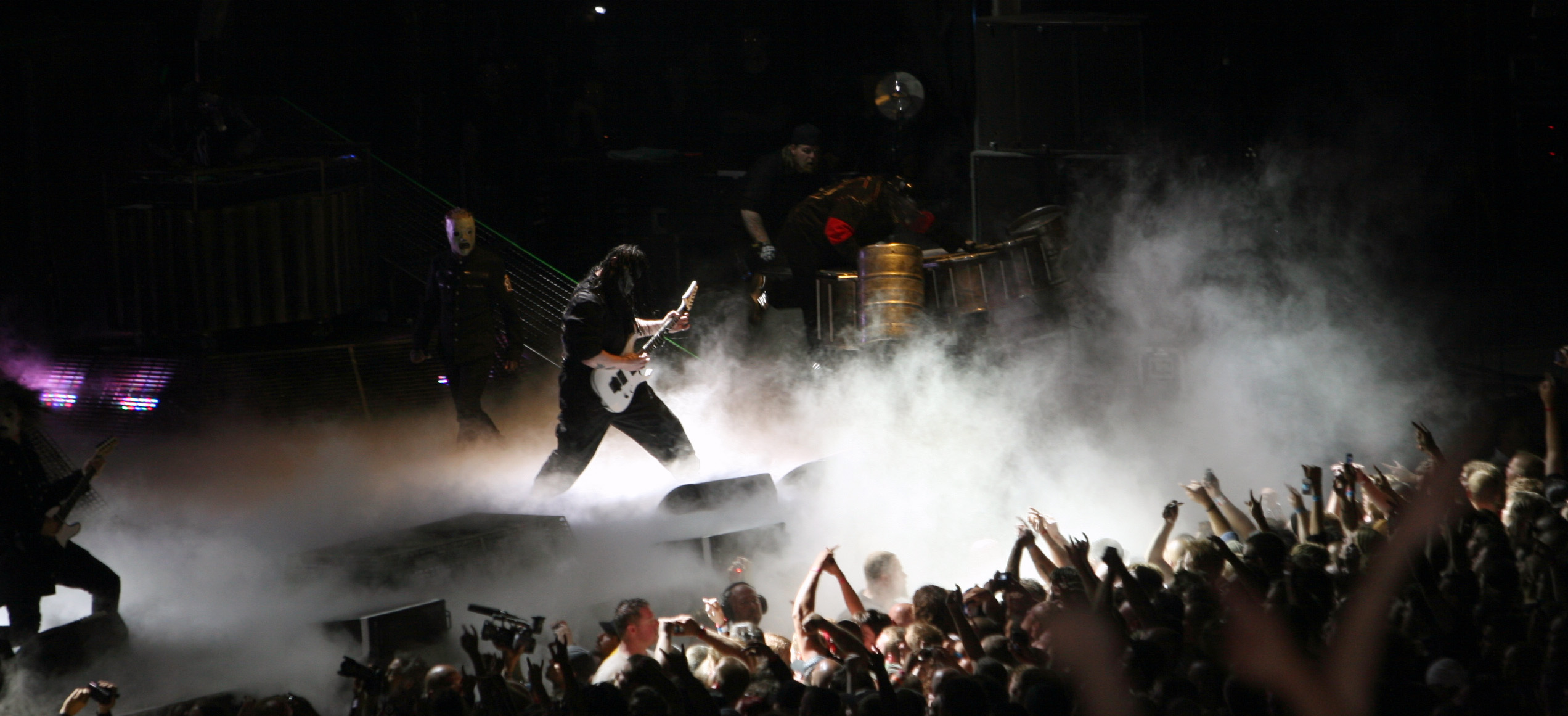
Slipknot au Mayhem Festival de 2008.

Depuis le 1er juillet 2008, les nouveaux masques sont visibles sur le site officiel du groupe. Le premier single All Hope Is Gone est disponible depuis le 25 juin. Se sont ensuivis Psychosocial le 7 juillet, Dead Memories le 1er décembre 2008, et Sulfur en avril 2009. Le groupe finit son quatrième opus qui se nomme All Hope Is Gone, disponible depuis le 25 août 2008. Dans Slipknot, la plupart des riffs sont rapides et lourds : dans l'album Vol. 3, les guitaristes James Root et Mick Thomson se partagent les riffs. Celui-ci est suivi d'une tournée : le Rockstar Energy Mayhem Festival, pour 30 dates à travers les États-Unis et le Canada, avec entre autres Disturbed, Mastodon, Machine Head, Dragonforce, etc. Il s'ensuit une mini-tournée en Europe à la fin août qui est annulée pour cause de blessure de Joey Jordison. Slipknot entame alors sa tournée à travers le monde en commençant par le Japon puis l'Australie et la Nouvelle-Zélande, suivie d'une tournée européenne faisant escale à Paris les 21 et 22 novembre au Zénith. La première partie étant assurée par Machine Head et Children of Bodom. Le 23 janvier 2009, le groupe commence sa tournée américaine aux côtés de Trivium et Coheed and Cambria, une tournée de 35 dates où plus de 300 000 personnes pourront voir le groupe, qui se termine le 11 mars 2009. Slipknot sort le 9 septembre 2009 un album où des inédits de 1999 sont dévoilés. Les 9 de l'Iowa récidivent avec Trivium et 3 Inches of Blood pour la suite de la tournée All Hope Is Gone World Tour 2009 au Canada.
Slipknot a été également dévoilé comme tête d'affiche aux Eurockéennes de Belfort pour leur tournée européenne 2009. Ils sont également présents au Rock am Ring, au Download, au Gods of Metal, au Graspop Metal Meeting, et partent aussi jouer en Pologne, République tchèque, Croatie et Serbie, pour des dates en salle. Le groupe devait reprendre la route aux États-Unis le 22 août pour 12 dates, mais à la suite de l'hospitalisation du batteur, ils reportèrent les 2 premières dates et annulèrent les 10 autres. Ainsi, Slipknot reprend sa tournée aux États-Unis et au Canada le 10 octobre, en compagnie entre autres de Deftones. Durant cette tournée, le groupe joue Snuff, 5e extrait de l'album All Hope Is Gone. Lors d'une interview au magazine canadien The Vancouver Sun, Corey annonce que Slipknot a encore au moins un album à faire, au-delà il n'est pas sûr de l'avenir du groupe. Ce 5e album est prévu sur le calendrier Roadrunner Records pour 2012.

### Mort de Paul Gray et suites (2010–2014)

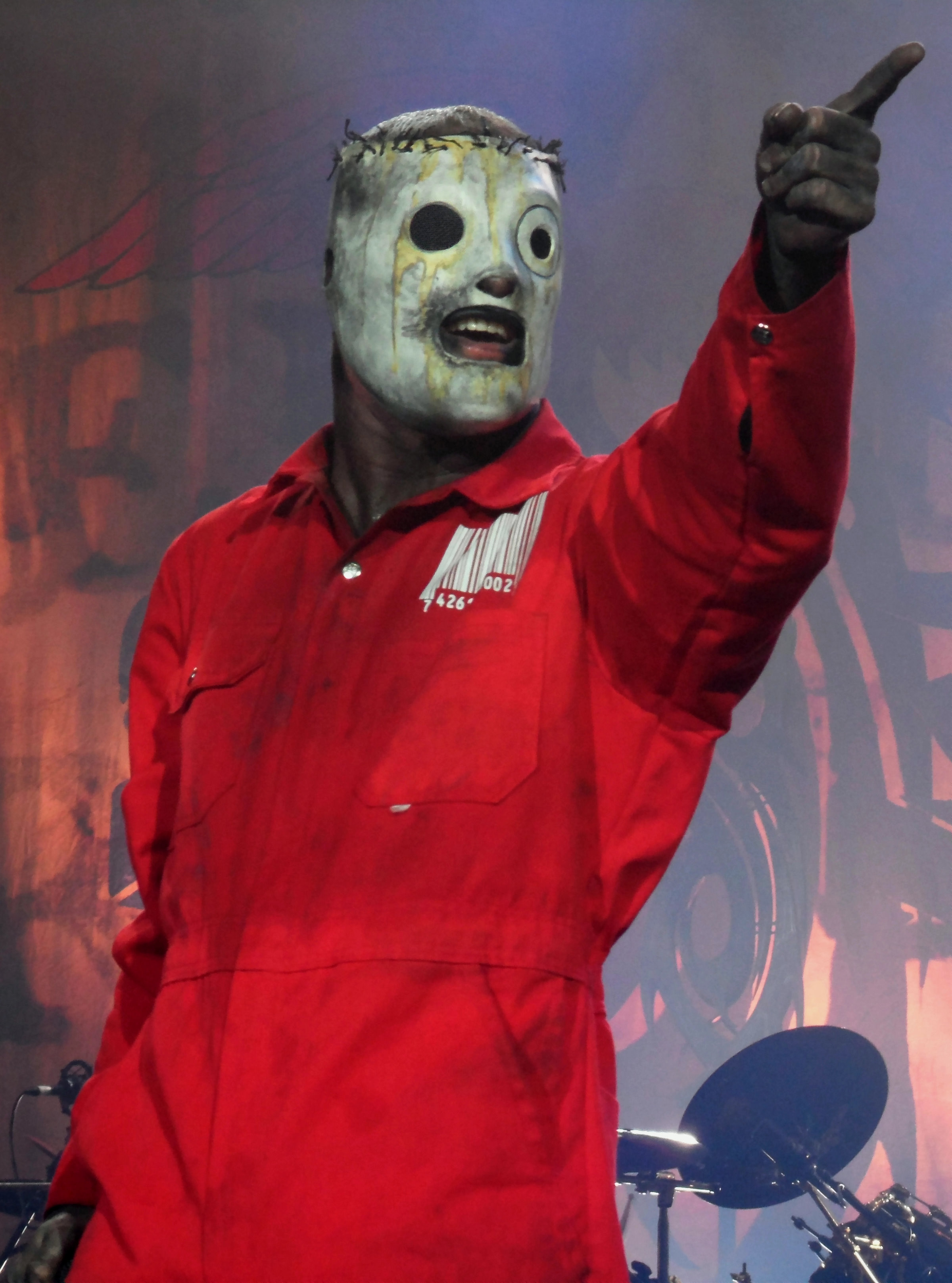
Corey Taylor avec Slipknot en 2011.

Le bassiste Paul Gray est retrouvé mort le 24 mai 2010 dans la chambre d'un hôtel de Des Moines, Iowa. Dans une interview, le guitariste du groupe James Root explique que l'avenir du groupe sera dévoilé en 2012. Dans une autre interview, au Mayhem Festival, Joey Jordison déclare qu'il y aura un cinquième album. Cependant, Corey Taylor déclare ne pas encore se sentir prêt pour un nouvel album, mais en revanche le groupe continuera les concerts. Ils participeront au Sonisphere Festival (sauf en République tchèque, en Pologne et Espagne) et au Graspop Metal Meeting de Dessel (Belgique) dans le cadre d'une tournée européenne durant l'été 2011, en hommage à Paul Gray,,.
Le 10 mars 2011, Slipknot annoncent sur leur site internet que Donnie Steele, ancien guitariste du groupe (à l'époque de Mate. Feed. Kill. Repeat.), allait remplacer le défunt Paul Gray en tant que bassiste au sein du groupe,. Lors du Festival Sonisphere en 2011, les membres du groupe portent leurs tenues orange qu'ils avaient à l'époque de l'album Slipknot, et certains membres (James, Shawn, Sid, Joey et Chris) ont même remis leur masque d'époque. Corey rend plusieurs hommages au bassiste défunt en parlant de lui entre les morceaux, et on peut apercevoir la tunique de Paul, son masque et sa basse sur la scène, visibles depuis le public. Enfin, contrairement à l'habitude, le décor de fond de scène n'est pas le logo du groupe, mais un gros numéro 2 (le numéro que portait Paul Gray). Quant à Donnie Steele, il joue le concert caché derrière la scène. Il est impossible de savoir l'origine de cette décision (les membres du groupe ou Donnie lui-même), mais fans et internautes ont été déçus de ne pas voir le nouveau bassiste du groupe.
Après la mort de Paul Gray, le groupe décide de ne pas s'arrêter. En 2011, ils seront au Sonisphere en Angleterre et au Rock in Rio à Rio de Janeiro, au Brésil. Ce concert sera filmé et sortira sous le nom de Face Off en juin 2012. En 2012, Slipknot prévoit de sortir un nouvel album studio, mais c'est une compilation qui sort le 21 juillet. Ce nouvel album s'intitule Antennas to Hell. La même année, le groupe participe au Knotfest. En juin 2013, ils ont été à l'affiche du festival britannique Download Festival. Corey Taylor ayant déclaré que le groupe ne travaillerait pas sur le cinquième album avant 2014, celui-ci ne devrait pas être dans les bacs avant 2015.

### .5: The Gray Chapter(2014-2016)
Le 12 décembre 2013, le groupe annonce sur son site officiel que le batteur du groupe, Joey Jordison, quitte Slipknot après 18 ans de collaboration. Le batteur a contracté une myélite transverse, une maladie qui se traduit par l’inflammation de la moelle épinière et par une sclérose multiple, qui lui avait fait perdre l'usage de ses jambes. Il en retrouve l'usage au prix de nombreux mois de thérapie et de gym. Corey Taylor annonce qu'il n'y aurait dans le nouvel album aucune composition de Joey Jordison.
Le 1er août 2014, le groupe dévoile sur son site Internet le premier single du nouvel album, qui s'intitule The Negative One. Le 24 août sort un second single intitulé The Devil In I. Le groupe annonce la sortie du nouvel album, qui s'intitule .5: The Gray Chapter, pour le mois d'octobre 2014. Le titre est un hommage au défunt bassiste du groupe, Paul Gray. L'album sort finalement le 20 octobre et arrive le jour de sa sortie en tête des ventes iTunes. Slipknot se lance dans une tournée nord-américaine promotionnelle pour l'album dès le 25 octobre. La tournée, nommée Prepare for Hell est jouée aux côtés de Korn et King 810. Ils sont également confirmés pour le festival australien Soundwave pour 2015. Ils sont en fait programmés pour le 17 octobre aux Pays-Bas et en Australie, le 20 octobre au Royaume-Uni, et le 21 octobre à l'international. Ils seront à l'affiche du Hellfest 2015, basé à Clisson en France.
Le 25 septembre 2016, le groupe participe au Knotfest. Ils y jouent l'album Iowa dans son intégralité. Entretemps, Crahan réalise le film Officer Downe, inspiré de l'ouvrage homonyme, qui fait participer Kim Coates.

### We Are Not Your Kind(2017-2020)
Le percussionniste de Slipknot, Shawn « Clown » Crahan, révèle à Rolling Stone l'écriture d'un nouvel album du groupe en février 2017 avec le guitariste Jim Root. Aucune date de sortie n'est annoncée, mais des rumeurs parmi les fans courent selon lesquelles l'album sera publié en 2018. Cependant, Taylor dément cette date, affirmant qu'un nouvel album pourrait être publié courant 2019 ou 2020. En mars 2017, Crahan confirme l'écriture d'un nouvel album. Cette même année, Corey Taylor se réunit avec son autre groupe, Stone Sour et ils sortent l'album Hydrograd.
Le 18 mars 2019, Slipknot annonce avoir licencié Chris Fehn, ce dernier ayant porté plainte contre le groupe pour des motifs financiers.
Le 1er juillet, Slipknot se produit aux Arènes de Nîmes. L'équipe de Hard Force Magazine et Heavy1 réalise une interview vidéo exclusive avec Corey Taylor et James Root. Corey Taylor déclare : « Ce que les gens ne comprennent pas, c'est que ce groupe n'a pas été construit sur le danger, mais bien sur l'inclusion. Et le nouvel album en est naturellement le reflet ».
Le sixième opus du groupe, We Are Not Your Kind, sort le 9 août 2019. L'album est un réel succès commercial, et se hisse à la première place des ventes dans de nombreux pays.
La tournée de l'album débute le 7 juin 2019 au Rockfest de Hyvinkää en Finlande. Le groupe joue également au Resurrection Fest et au Download Festival. Or la tournée fut brutalement interrompue pour cause de pandémie en février 2020.

### The End So Far(2021-2023)
Le 9 juin 2021, le percussionniste de Slipknot, Shawn «Clown» Crahan, révèle à Loudwire que le groupe sortira "avec un peu de chance" un nouvel album en 2021.
Joey Jordison, l'ancien batteur du groupe évincé en 2013, meurt le 26 juillet 2021 à l'âge de 46 ans, dans son sommeil, des suites d'une maladie auto-immune.
The End So Far sortit le 30 septembre 2022, il s'agit du septième et dernier album studio de Slipknot avec Roadrunner Records, le groupe ayant signé un contrat de sept albums le 8 juillet 1998.
Le 7 juin 2023, Slipknot annonce avoir licencié Craig Jones, membre du groupe depuis 1996. Une publication laconique sur les réseaux annonce que le groupe et Jones feront chemins séparés et souhaite le meilleur pour la suite au musicien sans autre détail, cette publication fut supprimée dans l'heure. Toutefois, le même jour, un visage masqué a également joué avec Slipknot au Nova Rock Festival en Autriche au poste de Jones, ce qui semble indiquer que le remplaçant avait déjà été choisi. En effet, il s'agirait de Jeff Karnowski, ancien bassiste du groupe Dirty Little Rabbits, dont Michael Pfaff faisait aussi partie avec Shawn «Clown» Crahan.
Le 5 novembre 2023, Slipknot annonce avoir licencié Jay Weinberg, comme pour Craig Jones, annoncé par une publication sur les réseaux déclarant que le groupe et Weinberg feront chemins séparés et souhaite le meilleur pour le futur du batteur, mais expliquant aussi une décision créative et une intention du groupe d'évoluer. Une publication également supprimée depuis.

### TournéeHere Comes The Pain(2024-présent)
Le 9 décembre 2023, Slipknot annonce leur tournée Here Comes The Pain pour leur 25e anniversaire aux États-Unis, en Europe et au Royaume-Uni.
Slipknot confirme l'inclusion d'Eloy Casagrande, ancien batteur de Sepultura, au sein du groupe peu de temps après son premier concert le 25 avril 2024 à Pappy & Harriet's Palace, en Californie.
Shawn «Clown» Crahan annonce en janvier 2025 que Slipknot travaille actuellement sur un prochain album.

## Image et identité
Le groupe est connu pour son image : les membres portent des masques uniques à chacun. Ils possèdent également des uniformes où sont imprimés soit un code-barres, une étoile à 9 branches, 666, un bouc, un S tribal, etc. Les masques et les uniformes sont changés pour chaque album (voire plus souvent). Ils portent à certaines périodes les blouses orange des prisonniers américains, ou encore une tenue entièrement grise, un uniforme blanc ou noir pour arriver actuellement à une tenue noir et rouge. Pour leur album All Hope Is Gone, sorti fin août 2008, ils portaient des uniformes noirs à manches rouges, mais on notera que leur style est beaucoup plus mode (Chris portant un slim, Corey une veste, un jean et des Converse lors des concerts). Pour The Gray Chapter (sorti fin 2014), les neuf portent deux tenues lors du Knotfest 2014 : le premier jour, ils portent des combinaisons noires, avec les motifs habituels en rouge, le deuxième jour ils ont des combinaisons grises avec les motifs en blanc. Corey est le seul à porter une veste pare-balles avec les motifs habituels (numéro, code barre), il enlève cette combinaison pendant le concert. Les masques, bien que souvent changés, conservent globalement la même ligne directrice. Pour leur premier album, 
Slipknot, Sid avait un masque à gaz, Chris un masque blanc qui couvrait toute la tête avec un nez démesuré, James un masque de bouffon sadique, Craig un casque avec des clous de 15 cm plantés dedans, Corey un masque de crashtest avec des dreads (il faisait ressortir ses propres cheveux par les trous dans son masque), Mick un masque de hockey, Joey un masque de Kabuki, Paul un masque de cochon et Shawn un masque de clown souriant aux cheveux orange.
Pour leur deuxième album, Iowa, Sid fait un mélange entre un masque à gaz et une tête de mort, Joey a ajouté du sang sur son masque, Paul choisit un masque à signification inconnue (représentant un visage en métal gris avec les joues pendantes), Chris Fehn ajoute des cicatrices, James a gardé le même masque, Craig passe au masque en cuir au lieu du casque (toujours avec des clous), Shawn a un masque de clown avec un pentacle au milieu du visage ainsi que la moitié du crâne arraché, laissant voir un cerveau ensanglanté, Mick a ajouté des rivets, et Corey Taylor garde le même masque (cependant il a cette fois-ci collé ses anciennes dreadlocks sur le masque, le fait de faire passer ses cheveux dans chaque trou du masque le faisait souffrir).
Pour leur troisième album, Vol.3: The Subliminal Verses, Sid est totalement passé à une tête de mort, Joey a mis des signes noirs au lieu du sang, Paul a un masque gris ressemblant à un masque de hockey avec un museau rappelant un groin, Chris porte le même masque qu'Iowa en rouge, James a un masque de bouffon blanc, plus pur, Craig a toujours le même masque, Shawn a un masque de clown momifié et ensanglanté, Mick donne un air plus méchant à son masque (sur ce masque-ci on ne voit plus son nez comme sur les précédents), et Corey prend un masque représentant un visage défiguré (sûrement inspiré de Leatherface dans Massacre à la tronçonneuse).
Pour leur album, All Hope Is Gone, Sid a un masque de robot, Joey a le même avec plus de cicatrices et une couronne d'épines, Paul a le même masque, Chris affine son masque (on peut voir sur certaines photos qu'il laisse voir ses cheveux, chose qui jusque-là n'était jamais arrivée), James a le même masque en gris foncé avec une fermeture à la place de la bouche, Craig a toujours le même, Shawn a un masque de clown SM, Mick garde le même masque, et Corey a un masque beaucoup plus pur, inspiré du tueur de la série/film d'horreur Halloween[réf. nécessaire].
Pour l'album .5: The Gray Chapter, Craig augmente encore la taille des pointes mais seulement celles étant perpendiculaires à son visage, donnant comme une forme pyramidale. Mick a ajouté des traces sur son masque ressemblant à celles de certains maquillages amérindiens ainsi qu'une cicatrice sur le front, James a presque le même masque, le nouveau ne couvre pas la bouche et le tour de ses yeux est modifié pour lui donner une apparence plus vieillie. Sid a un masque en cuir noir, avec une partie en fer pouvant être retirée, sans cette partie, le masque de Sid fait penser au masque de Winslow Leach dans Phantom of the Paradise de Brian de Palma, Corey porte un masque représentant un visage avec deux grandes ligatures de part et d'autre de sa bouche. La partie supérieure de son masque pouvant être retirée, un sous-masque de couleur grise apparaît. Shawn a un masque de clown beaucoup plus simple, faisant véritablement « caoutchouc » avec un impression de vétusté et une cicatrice partant d'un coin de sa bouche et remontant jusqu'à son œil. Chris porte le même masque que les trois premiers albums (il couvre intégralement la tête), mais le masque est cette fois-ci recouvert de chrome et a un aspect bien plus métallique. Les deux nouveaux membres ont des masques assez similaires, le bassiste Alessandro Venturella porte un masque en tissu très épais avec un motif évoquant de la toile de verre, le masque est d'une couleur terne, ne laissant apparaître que les yeux, donnant un aspect assez reptilien, une étoile à neuf branches est cousue sur le front. Quant au batteur, Jay Weinberg, il porte le même masque mais de couleur grise avec une ouverture plus large à la bouche et une mâchoire amovible. Ces nouveaux masques ont été révélés dans le clip du single The Devil In I le 12 septembre 2014[réf. nécessaire].
Lors de la sortie de We Are Not Your Kind, le groupe décide à nouveau de changer son apparence en accord avec leur principe qu'à chaque nouvel album implique une nouvelle apparence. Corey passe à un masque plus lisse et cette fois-ci transparent faisant penser à un masque de sous-tension chirurgicale, ses traits sont d'autant plus brouillés qu'il se recouvre le visage de maquilage et le bas du visage, d'un col de tissu noir. Shawn Crahan choisit de passer à un masque de clown recouvert de chrome ne prenant que l'avant du visage, une nouvelle fois, seul le nez demeure rouge. Mick choisit de retirer les traces de son masque précédent et lui donne un côté plus angulaire en référence à son premier masque d'acier riveté. Jim Root garde la même structure sans bouche, mais avec un tourbillon dessiné sur l'œil droit et un fond noir sur le gauche. Sid porte un masque très épais de son propre visage qu'il porte en dessous d'une capuche, il porte aussi un dentier donnant l'illusion qu'il s'est taillé les dents en pointes. Le masque de Craig ne possède des grandes pointes que sur le haut de la tête. Ce nouvel album est aussi l'opportunité pour les nouveaux membres du groupes, de pouvoir choisir un design qui leur soit propre. Ainsi, Alessandro choisi un masque d'inspiration Gothique-Steampunk, plus ajusté à son visage avec une bouche ressemblant à celle designée sur les derniers masques de Paul Gray. Jay Weinberg, lui, a priorisé le confort sur le design dû à sa position de batteur, ne prenant que l'avant du visage, d'une teinte verdâtre et possédant une étoile à 9 branches au milieu du front, la bouche fait encore ici penser aux derniers masques de Paul Gray avant son décès. À la suite du renvoi de Chris Fehn en 2019, le groupe introduit un nouveau membre, Michael Pfaff. Ce dernier possède un masque très simple, la bouche recouverte d'une fermeture éclair et à la texture de peau brûlée, ce design lui vaudra le surnom de "Tortilla-man" par les fans du groupe dès ses premières apparitions masqués.
Initialement, les membres avaient le désir de rester mystérieux, refusant d'être photographiés sans masque ; les interviews et les photos avec les fans étaient faites avec les masques (ou les visages étaient au moins cachés). L'autre raison du port de leurs masques est de focaliser l'attention sur leur musique, et non sur eux-mêmes. Slipknot se serait également inspiré du groupe Mushroomhead qui aurait porté des masques dès leur formation en 1993. Cette histoire est d'ailleurs à l'origine de la querelle entre les deux groupes, Mushroomhead étant monté trois fois sur scène, durant une tournée dans l'Ohio, portant les masques et les costumes de Slipknot, et ayant fait scander à la foule « Fuck Slipknot » à la fin des concerts. On peut également penser à une influence du groupe de thrash metal Gwar, formé en 1985, et dont les membres sont également costumés lorsqu'ils se produisent sur scène. Cependant, les déguisements de ces derniers se rapprochent plus de ceux du groupe de hard rock finlandais Lordi. Il convient de noter que le déguisement est un élément récurrent de la culture metal, pouvant être utilisé par les musiciens aussi bien de manière systématique, comme Buckethead ou Wes Borland (Limp Bizkit), qu'occasionnelle, par exemple David Silveria (ex-Korn), les bases ayant été fixées par des groupes tels que Venom, Alice Cooper ou encore Iron Maiden (avec Bruce Dickinson au chant, ce dernier étant un amateur de théâtre)[réf. souhaitée].
En 2012, tous les membres du groupe sont photographiés sans leurs masques, durant une conférence de presse donnée en hommage à Paul Gray et à cause de leurs projets parallèles à Slipknot. Corey Taylor et James Root sont démasqués dans leur groupe Stone Sour. Joey Jordison apparaît sans masque dans le groupe de Wednesday 13, Murderdolls et dans des concerts et des vidéos avec Marilyn Manson et Korn (il joua avec Korn en 2007 quand leur batteur faisait une pause). Shawn Crahan est démasqué tout d'abord avec To My Surprise puis dans son nouveau groupe Dirty Little Rabbits. Sid Wilson est démasqué dans son projet DJ Starscream. Mick Thomson a été photographié sans masque dans le magazine britannique Total Guitar. Paul Gray a été pris en photo par la police après avoir été arrêté ; ces photos sont ensuite apparues sur le site The Smoking Gun, ; et Joey Jordison et Paul Gray sont aussi apparus sur des photos et dans le DVD sorti avec l'album de Roadrunner United[réf. souhaitée].
Cela étant dit, le look du groupe a évolué en même temps que leur musique. Le nouveau design des masques reflète les changements des membres du groupe en tant que personnes. Corey ajoute : « l'histoire des masques a commencé parce qu'on voulait montrer un autre aspect de nous-mêmes à travers ceux-ci… Nous avons grandi, évolué et les masques ont suivi »[réf. nécessaire]. À propos de cette maturation, Joey dit : « beaucoup de gens ne veulent pas comprendre pourquoi nous faisons ce que nous faisons et le groupe profite de cela. L'album en lui-même transmet ce sentiment de gratitude aux fans. Le temps passé loin de tout nous a seulement permis de nous renforcer et les projets parallèles n'ont absolument rien à voir avec la façon dont cet album a été composé. Quand les 9 se retrouvent, nous n'avons qu'un seul son et c'est le son Slipknot »[réf. nécessaire].
Les origines des masques (d'après le témoignage de Corey et de Shawn, le Clown) viennent aussi du fait de ne pas vouloir se résumer à une simple coupe de cheveux, faire quelque chose de nouveau et de difficilement copiable.
Dans le vidéoclip Spit It Out, les membres rejouent de nombreuses scènes du film The Shining. Dans Vermillion, ils enfilent des masques représentant leurs visages réels, et dans celui de Before I Forget, les membres du groupe jouent sans leurs masques, mais ils sont filmés de façon que l'on n'aperçoive que brièvement un œil ou une bouche, la caméra est focalisée la plupart du temps sur leurs instruments et sur leurs masques, ces derniers étant posés par terre ou suspendus à des porte-manteaux. Dans Duality, des fans ont été sélectionnés pour le tournage qui a eu lieu dans une maison prêtée au groupe par un particulier informé du tournage du clip, mais voyant l'étendue des dégâts commis par les très nombreux fans, celui-ci a attaqué le groupe en justice. Slipknot dut finalement payer les réparations. La destruction fut estimée à environ 40 000 $ (soit environ 26 000 €).

## Médias
Les membres du groupe font une apparition dans le jeu vidéo Infected sur la console portable PlayStation Portable en tant que personnages déblocables, ; certaines de leurs chansons y sont également présentes, comme Eyeless. Ils figurent aussi dans les jeux vidéo Guitar Hero (Guitar Hero 3 et 6) avec leur chanson Before I Forget et Psychosocial,. Le groupe fait une courte apparition dans le film Rollerball en 2002,.
Le jeux vidéo Smite a créé une série de skin à l'image de Slipknot, avec des émotes uniques permettant de jouer la musique de Slipknot en jeux.
Les masques des membres du groupe apparaissent en tant que cosmétique dans Dead By Daylight.

## Distinctions
- Kerrang! Awards : meilleur single, 2000, pour Wait And Bleed[51]
- Kerrang! Awards : meilleur groupe international sur scène, 2000[52],[53]
- Kerrang! Awards : meilleur groupe au monde, 2000[51]
- Metal Hammer Golden God Awards : meilleur groupe sur scène, 2005[54]
- Grammy Awards : meilleure performance metal, 2006, pour Before I Forget[55]
- Total Guitar Readers Awards : meilleur clip, 2008, pour Psychosocial
- Total Guitar Readers Awards : solo de l'année 2008, pour Psychosocial[56]
- Total Guitar Readers Awards : Hottest Guitar, 2008, pour James Root sur Fender Telecaster[57]
- Kerrang! Awards: Kerrang! Icon 2008[58]
- Metal Hammer Golden God Awards : meilleur groupe sur scène, 2009[59]
- Metal Hammer Golden God Awards : meilleur groupe international, 2009[59]
- Revolver Golden Gods Awards : meilleur groupe sur scène, 2009[60]
- Revolver Golden Gods Awards : meilleur riff, 2009, pour Psychosocial[60]
- Kerrang! Awards : meilleur groupe sur scène, 2009[61]
- Kerrang! Awards : meilleur groupe international, 2009[61]
- Kerrang! Awards : meilleur single, 2010, pour Snuff[62]

## Membres

### Membres actuels
- (#6) Shawn Crahan – percussions, chœurs (depuis 1995), batterie (1995)
- (#7) Mick Thomson – guitare (depuis 1996)
- (#8) Corey Taylor – chant (depuis 1997)
- (#0) Sid Wilson – platines (depuis 1998)
- (#4) James Root – guitare (depuis 1999)
- Alessandro Venturella – basse (depuis 2014)[63],[64]
- Michael Pfaff (en) – percussions, chœurs (depuis 2019)
- Eloy Casagrande - batterie (depuis 2024)

### Anciens membres
- Anders Colsefni – chant, percussions (1995-1997)
- Donnie Steele –  basse (2011–2014), guitare (1995-1996)
- (#3) Greg Welts – percussions (1997-1998)
- (#3) Brandon Darner – percussions (1998)
- (#4) Josh Brainard – guitare, chœurs (1995-1999)
- (#2) Paul Gray († 2010) – basse, chœurs (1995-2010)[65]
- (#1) Joey Jordison († 2021) – batterie (1995-2013)[66]
- (#3) Chris Fehn – percussions, chœurs (1998-2019)
- (#5) Craig Jones – échantillons sonores, claviers (1996-2023), guitare (1996)
- Jay Weinberg – batterie (2014-2023)[67]

## Discographie
Album démo
- 1996 : Mate. Feed. Kill. Repeat.

Albums studios
- 1999 : Slipknot
- 2001 : Iowa
- 2004 : Vol. 3: (The Subliminal Verses)
- 2008 : All Hope Is Gone
- 2014 : .5: The Gray Chapter
- 2019 : We Are Not Your Kind
- 2022 : The End, So Far

Albums live
- 2005 : 9.0: Live
- 2017 : Day Of The Gusano

Compilations
- 2012 : Antennas to Hell

## Vidéographie
- 1999 : Welcome to Our Neighborhood
- 2002 : Disasterpieces
- 2006 : Voliminal: Inside the Nine
- 2008 : Nine: The Making of All Hope Is Gone
- 2009 : Of the (SIC): Your nightmares, Our dreams
- 2010 : (sic)nesses
- 2017 : Day of the Gusano

## Tournées
- World Domination Tour (1999–2000)
- World Quebec Film Tournée (1999)
- Ozzfest (1999)
- Livin la Vida Loco (1999)
- Tattoo the Earth (2000)
- Iowa World Tour (2001–2002)
- The Subliminal Verses World Tour (2004–2005)
- All Hope Is Gone World Tour (2008–2009)
- Memorial World Tour (2011)
- Knotfest (depuis 2012)
- Prepare for Hell Tour (depuis 2014)
- We Are Not Your Kind Tour (Depuis 2019)
- Here Comes The Pain (depuis 2024)